# Musée de l'industrie textile
Le musée de l’Industrie textile, un des cinq musées ou site de la ville de Vienne (avec le Musée des Beaux-Arts et d'Archéologie, le Musée Saint-Pierre, le Théâtre antique de Vienne et le cloître Saint-André-le-Bas), est situé à Vienne dans la vallée de Gère. Il est installé dans l’ancienne usine Proplan depuis 2019. 

## Présentation
Le musée de l’Industrie textile présente une collection de machines industrielles retraçant le processus de fabrication des tissus ainsi que de nombreux objets et documents d’archives. Le parcours évoque l’histoire de l’industrie textile et développe le thème de la vie ouvrière.

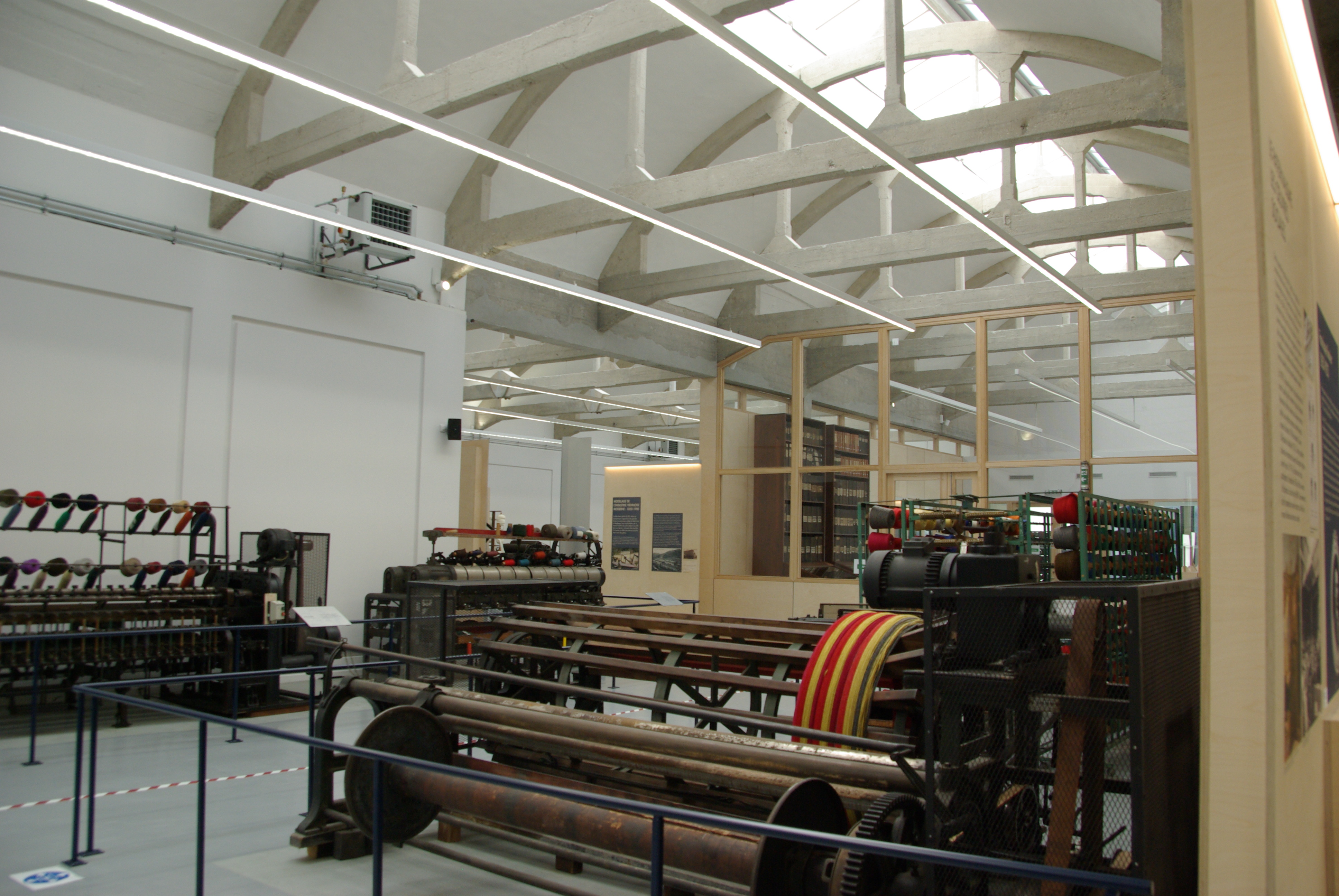
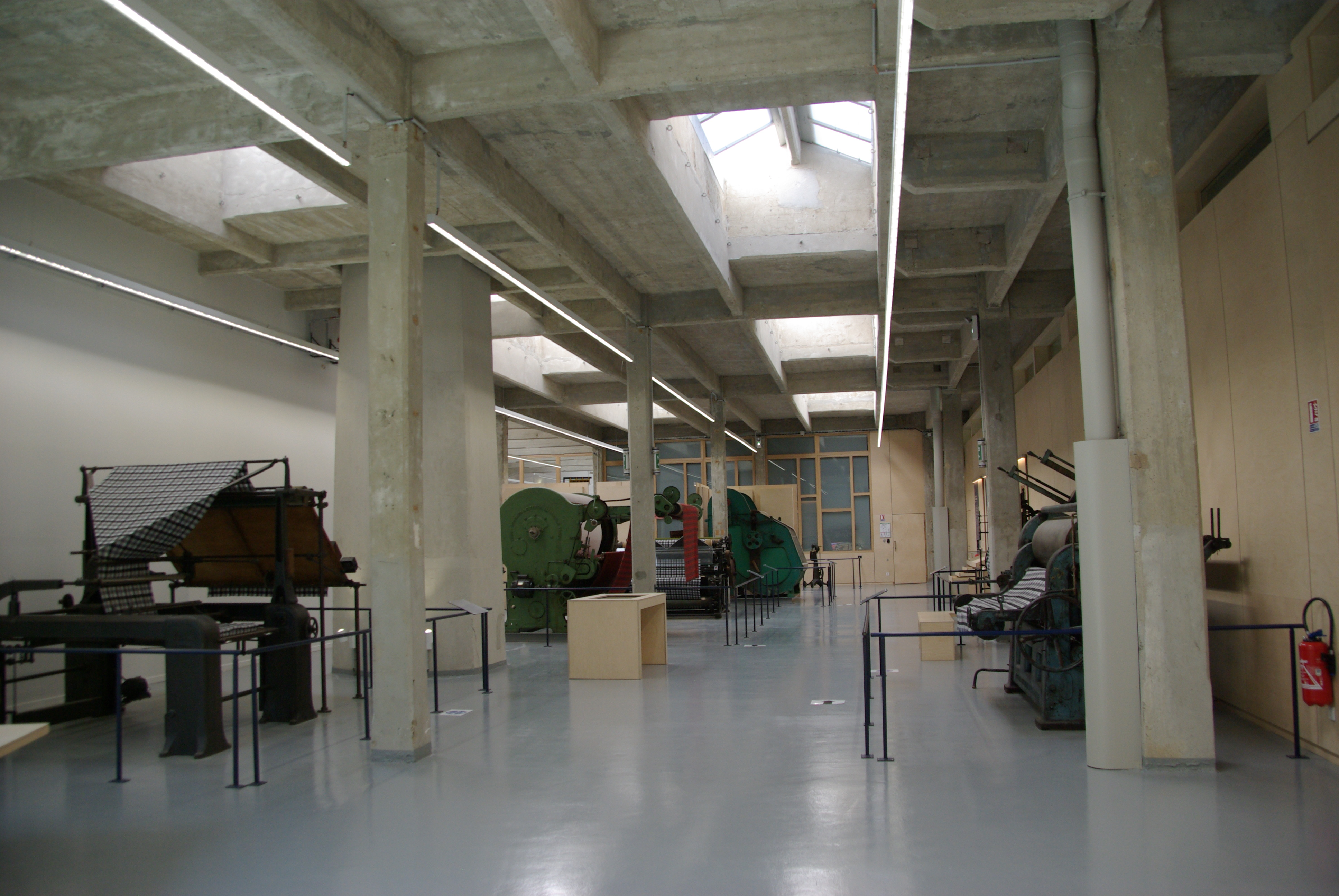

## Origine
Créée en 1987 au moment de la fermeture de l’usine Charnay-Seguin, l’association Patrimoine Textile Viennois est née sous l’impulsion d’anciens acteurs de l’industrie textile viennoise, soucieux de préserver la mémoire d’une activité industrielle. En 1992, l’association s’installe dans un ancien bâtiment de la caserne Saint-Germain. Le musée de la Draperie ouvre ses portes en 1995, puis l’association cède le musée à la Ville de Vienne en 1999.
En 2019, les collections de l’ancien musée de la Draperie sont transférées dans la vallée de Gère, berceau de l’industrie textile viennoise, et un nouveau parcours muséographique est imaginé par la Conservation des Musées de Vienne. Le musée ouvre ses portes au public le 21 septembre 2019.

## Historique
Au début du XIXe siècle, l’espace sur lequel se trouve aujourd’hui le musée de l’Industrie textile appartient au faubourg de Pont-Évêque, en dehors des remparts et des portes de la ville de Vienne, sur le site des anciennes usines du canal de Villars. Les bâtiments n’ont connu que peu de modifications jusqu’au début du XXe siècle. Plusieurs d’entre eux sont, en 1834, la propriété de Louis Joseph Burle. On sait qu’en 1864, plusieurs manufactures louent ces bâtiments.
En 1919, la société Vaganay, spécialisée dans le tissage, rachète les filatures Tibaldy et Burle dans le quartier de la Gère. La construction du bâtiment actuel est confiée à l’architecte Henri Poussin. Sur les soubassements en moellons des anciennes filatures est aménagé un bâtiment en béton, dont les deux parties sud s’élèvent sur des pilotis. Un ouvrage est associé à l’usine : installé à la sortie de la courbe de la rivière, là où le courant est le plus fort, il accumulait toute la puissance des eaux canalisées dans un barrage avec écluse et déversoir. Les eaux ainsi récupérées passaient dans le sous-sol construit à vide où étaient installées les roues et les turbines et ressortaient par un canal de d’évacuation.
L’usine Proplan, entreprise de plastiques adhésifs, occupe le bâtiment de 1989 jusqu’à 2006. Depuis cette date, les lieux sont restés inoccupés jusqu’en 2017, début des travaux du nouveau musée. 